# Igrejas Presbiterianas Associadas
As Igrejas Presbiterianas Associadas (IPA) - em Inglês: Associated Presbyterian Churches - formam uma denominação reformada presbiteriana e conservadora, fundada na Escócia em 1989, por um grupo de igrejas que se separou da Igreja Presbiteriana Livre da Escócia.

## História
Na década de 1980, o Lord Mackay de Clashfern, membro da Igreja Presbiteriana Livre da Escócia, participou de uma missa fúnebre do seu amigo e ex-Lord Justice Clerk. Por conta disso, foi disciplinado pela igreja da qual era membro. 
Um grupo de igrejas, inconformadas com a disciplina aplicada, se separarou e fundou, em 1989 as Igrejas Presbiterianas Associadas.

## Doutrina
A denominação subscreve a Confissão de Fé de Westminster.

## Relações intereclesiásticas
A denominação é membro da Fraternidade Reformada Mundial.